# НИЦЭВТ
НИЦЭВТ (Научно-исследовательский центр электронной вычислительной техники) — российское научно-исследовательское предприятие, разработчик аппаратных и программных средств вычислительной техники общего и специального назначения и системного программного обеспечения.
Наиболее известно как головное предприятие-разработчик ЕС ЭВМ. По состоянию на 2020 год входит в состав концерна «Вега»; на предприятии работает около 540 человек; действует аспирантура по информатике. Среди развивающихся разработок — межсоединение «Ангара» с топологией «многомерный тор», платформы серии ЕС1740.000х, персональная портативная ЭВМ ЕС1866 (для работы в экстремальных климатических условиях и в агрессивных средах).
Офис и производство располагается в Москве в здании по Варшавскому шоссе (дом 125Д) длиной 720 м (самое длинное здание в Москве).
Из-за вторжения России на Украину компания находится под санкциями всех стран Евросоюза, США, Канады, Японии, Украины и Швейцарии.

## История
Создано 19 декабря 1948 года как Специальное конструкторское бюро № 245 (СКБ-245), в котором в 1953 году была разработана первая отечественная серийная электронно-вычислительная машина (ЭВМ) «Стрела». Также в СКБ-245 разработаны ЭВМ общего назначения «Урал-1», М-20 и специализированный вычислительный комплекс М-111. В 1958 году предприятие было преобразовано в Научно-исследовательский институт электронных математических машин (НИЭМ). В НИЭМ были разработаны ЭВМ общего назначения М-205, М-220, специализированные ЭВМ 5Э61, «Радон», «Клён», первые бортовые цифровые вычислительные машины комплекса «Аргон».
В конце 1960-х годов стал организационно-технической основой для проекта разработки ЭВМ Единой серии, в 1968 году переименован в НИЦЭВТ. Начиная с 1970-х и до середины 1990-х годов являлся головным предприятием Совета экономической взаимопомощи по направлению ЕС ЭВМ. Всего в период 1968—1995 годов в институте были разработаны 7 старших моделей ЕС ЭВМ (ЕС-1050, 1052, 1060, 1065, 1066, 1087, 1181), двухмашинные комплексы на их основе (ВК-2Р50, ВК-2Р52, ВК-2Р60, ЕС-1068); высокопроизводительные вычислительные системы (векторная суперЭВМ ЕС1191, суперскалярная суперЭВМ ЕС1195), бортовые цифровые вычислительные машины для авиационной техники и космических аппаратов серии «Аргон», 16 изданий операционных систем, 5 исполнений операционных систем для специальной техники, 2 типа дисковых и 5 типов ленточных накопителей, 2 типа мультиплексоров передачи данных, 6 типов абонентских пунктов, 15 типов аппаратуры передачи данных. Всего было произведено свыше 20 тысяч ЭВМ. НИЦЭВТ как головное предприятие по вычислительной технике в СССР и странах социалистического содружества разработал 94 государственных стандарта, 149 отраслевых стандартов, 54 стандарта СЭВ, 155 нормативных документов по вычислительной технике.
В середине 1980-х годов главным конструкторам и ведущим разработчикам были присуждены Ленинская премия, Государственные премии СССР, орденами и медалями были награждены 185 сотрудников. В 1981 году за участие в разработке средств вычислительной техники институт награждён орденом Трудового Красного Знамени.
В 1990-е годы в связи со свёртыванием программ развития ЕС ЭВМ и изменением ситуации на рынках вычислительной техники произошли значительные сокращения. В 1994 году предприятие акционировано с долей федеральной собственности 60,26 %. В 1999 году начались работы по высокопроизводительным вычислительным системам — создание вычислительных кластеров и серверов для вузов, НИИ и промышленных предприятий на базе коммерчески доступных компонентов. В 2000-х годах начались работы в области суперкомпьютерных технологий; начиная с 2006 года институт приступил к созданию высокоскоростного интерконнекта «Ангара» для суперкомпьютеров.
20 марта 2009 года включено в состав концерна «Вега».